# S/2003 J 12
S/2003 J 12 è il nome provvisorio di un piccolo satellite naturale di Giove.

## Scoperta
Il satellite è stato scoperto nel 2003 da un gruppo di astronomi dell'Università delle Hawaii guidato da Scott S. Sheppard e composta da David Jewitt, Jan Kleyna e Yanga Fernández.
Poco dopo la scoperta il satellite fu considerato perduto, fino alla fine del 2020, quando fu ritrovato in immagini di archivio riprese tra il 2001 e il 2011 dal Canada-France-Hawaii Telescope dall'astronomo amatoriale Kai Ly. La riscoperta fu annunciata dal Minor Planet Center il 13 gennaio 2021.

## Denominazione
In attesa della promulgazione della denominazione definitiva da parte dell'Unione Astronomica Internazionale, il satellite è tuttora noto mediante la sua designazione provvisoria S/2003 J 12.

## Parametri orbitali
S/2003 J 12 orbita attorno a Giove a circa 19 milioni di km di distanza media, e presenta un diametro di circa un chilometro.
Inizialmente era stato ritenuto il più interno dei satelliti irregolari retrogradi del pianeta, ma le osservazioni di riscoperta hanno permesso di considerarlo un membro ordinario del gruppo di Ananke.
S/2003 J 10 ha un diametro di circa 1 km e orbita con moto retrogrado attorno a Giove in circa 647 giorni, a una distanza media di 21,6 milioni di km, con un'inclinazione di 155° rispetto all'eclittica (166° rispetto al piano equatoriale del pianeta), con un'eccentricità orbitale di 0,366.